# St. Anthony (Idaho)
St. Anthony település az Amerikai Egyesült Államok Idaho államában, Fremont megyében, melynek megyeszékhelye is. Lakosainak száma 3606 fő (2020. április 1.).

## Népesség
A település népességének változása:

| 2010 | 3 542 |
| 2020 | 3 606 |